# 電気電子廃棄物指令

WEEE指令の適用表示マーク

WEEE指令の適用表示マークの制式寸法

電気電子廃棄物指令(WEEE指令)(英: Waste Electrical and Electronic Equipment Directive)は、廃電気・電子製品（WEEE）に関する欧州連合（EU）の指令である。単に、WEEE（ウィー）とも呼ばれる。2003年2月にRoHS（ローズ）指令と共に公布・施行された。その後、2012.7.4改正した。
原文は、“DIRECTIVE 2002/96/EC OF THE EUROPEAN PARLIAMENT AND OF THE COUNCIL of 27 January 2003 on waste electrical and electronic equipment (WEEE)”であり、Waste Electrical and Electronic Equipmentの頭文字からWEEEと呼ばれている。
日本語に訳すと、「電気・電子機器の廃棄に関する欧州議会及び理事会指令」となるが、一般には、WEEE指令あるいはWEEE基準と呼ばれることが多い。

## 制定の背景
廃電子電気製品は、EUにおいて従来埋立処分されていた。埋立処分では、廃電子電気製品から有害化学物質が漏洩して、土壌や地下水や空気を汚染（環境汚染）すると同時に、埋立処分地が不足するようになってきた。そのため　EUでは、廃電子電気製品に対してWEEE指令を施行して、廃電子電気製品を分別収集し、全ての液体と有害化学物質（RoHS規制物質とPCBおよびオゾン層破壊物質等指令付属書VIIに列挙）を廃製品から取り除き除去し環境汚染を防止し、リサイクルにより再資源化を行い埋立処分される廃製品量を削減するための規則である。
リサイクルに関しては、製品をカテゴリーで区分けし、製品各カテゴリーでリサイクル率とリカバリー率を規定して、それの達成を要求している。
　●リサイクル率：分子に製品の再生と再資源化された質量割合
　●リカバリー率は、分子に再資源化にエネルギ回収をたした質量割合
として、規定されている。なお　製品再生に関しては、製造者が把握していないので、製造者からの報告に製品再生量は、含まれていない。
再資源化は、リサイクラから処理業者へ処理費用を払うものもリサイクルとして認められている。
WEEE指令では、リサイクル容易な製品を開発することを製造者に要求しているが、製品個別のリサイクル性評価に関しては、規定がない。リサイクル性評価に関しては、ErP指令で行う予定になっているが、現時点では、ErP指令中にリサイクル性に関する評価規定が定められていない。
WEEE指令は、2003年2月13日に2002/96/ECとして公布され2003年8月13日から施行（通称WEEE1）、その後改訂版が2012年7月4日付けで2012/19/EU（WEEEⅡ）が交付され2012年8月13日から施行された。なお適用範囲は、2018年8月15日から附属書Iの10製品群から附属書IIIの6製品群に変更になった。

## 概要
下記の種類の電気・電子機器（electrical and electronic equipment、EEEと略す）について、収集・リサイクル・回収目標を定めている。
2018年8月15日からは対象商品は以下の6項目の分類に再編され、一部の例外（軍事用機器、宇宙用機器、産業用大型固定工具、大型固定据付機器、輸送機器など）を除く全ての電気・電子機器が対象となる。
1)温度交換装置
　　リサイクル率80％、リカバリー率85％
　　対象製品：冷蔵庫、冷凍庫、冷蔵品を自動的に配送する機器、空調機器、除湿器、ヒートポンプ、オイルを含むラジエータおよび熱交換に水以外の液体を使用する他の温度交換機
2)スクリーン、モニタおよび表面積が100cm2を超えるスクリーンを有する機器
　　リサイクル率70％、リカバリー率80％
　　　対象製品：スクリーン、TV、LCDフォトフレーム、モニタ、ラップトップ、ノートブック
3）照明機器（フィラメント電球を除く）
　　リサイクル率80％
　　対象製品：直管型蛍光灯、小型蛍光灯、蛍光灯、高輝度放電ランプ（圧力ナトリウム灯およびメタルハライドランプを含む）、低圧ナトリウム灯、LED
4）大型機器：大型固定工具および大型固定設備は第2条（適用範囲）で範囲外
　　リサイクル率80％、リカバリー率85％
　　対象製品：洗濯機、衣類乾燥機、食器洗浄器、調理機器、電気ストーブ、電気ホットプレート、照明器具、音声または像を再生する機器、楽器（教会に据え付けられたパイプオルガンは除く）、編み機および織機、大型コンピュータメインフレーム、大型印刷機、コピー機、大型コインスロット機、大型医療機器、大型監視および制御機器、自動的に製品および現金を供給する大型機器、光起電性パネル
5）小型機器
　　リサイクル率75％、リカバリー率55％
　　対象製品：掃除機、じゅうたん用掃除機、縫製用機器、照明器具、電子レンジ、換気用機器、アイロン、トースター、電動ナイフ、時計および腕時計、電動髭剃り、はかり、ヘアおよびボディケア用機器、計算機、ラジオ受信機、ビデオカメラ、ビデオレコーダ、ハイファイ機器、楽器、音および像再生装置、電気電子玩具、スポーツ用品、自転車・ダイビング・ランニング・ボート漕ぎなどに使用するコンピュータ、煙検知器、温度調整器、サーモスタット、小型電気電子機器、小型医療器、小型監視および制御用機器、製品を自動的に供給する小型機器、光起電性パネルを内蔵した小型機器
6）小型IT機器および電気通信機器（外形寸法がいずれの部分も50cmを超えないもの）
　　リサイクル率75％、リカバリー率55％
　　対象製品：携帯電話、GPS、ポケット計算機、ルータ、パソコン、プリンタ、電話
これらの品目を欧州連合内で販売するメーカーは、各製品が廃棄物として環境に悪影響を与えないよう配慮する必要があり、回収・リサイクルなどについても製造者責任を有し、回収やリサイクルが容易な製品設計やマーキングをするとともに、回収・リサイクル費用の負担などが求められる。
回収・リサイクルは、EUの各加盟国単位で実施される。加盟国によっては、国内のリサイクルインフラが整っていない国もあるので、EU加盟国の中でもリサイクルを実施している国と未実施の国とに分かれる。したがって、WEEEの要求内容は、各加盟国とも共通であるが、罰則に関しては各加盟国の国内法によって対応される。
リサイクル料金は、全て製造者が負担し、リサイクル料金の負担を示すためにゴミ箱マーク(クロスド・アウト・ホイールド・ビン・シンボル）の下にアンダーバーを表示している。このゴミ箱マークは、電池指令のマーキングと同じで、「一般廃棄物として廃棄するな」＝「リサイクルしなさい」を意味している。
リサイクル料金は、市場での競争を確保するため、製品価格に内部化され、販売時に徴収される。消費者に対しては、リサイクル費用がいくらであるかは不明のままになっている。
リサイクル量は、市場のシェアに案分して、当局が製造者に指示する。
製造者は、当局から指示された廃製品を引き取り、リサイクルを行い、資源回収を行い、その量を当局に報告する。
消費者は、当局の定めた場所に設置された回収拠点に廃製品を運び、そこで各カテゴリごとのコンテナに分別廃棄を行う。
なお　一般のBtoC製品は、消費者が当局が設置した回収拠点に廃製品を運ぶが、BtoB製品は、製造者（もしくは事業者）が廃製品を回収してリサイクル拠点に持ち込む。なお　EU市場においてかって製品を供給していたが、現時点では市場から撤退した製造者に関しては、リサイクル義務は適用されずに、現在市場に供給している製造者が、徹底した製造者のリサイクルを行う仕組みになっている。

### 当局の義務
・回収拠点の設置（各カテゴリのコンテナを配置した回収拠点の設置）
　・製造者に対して市場マーケットシェアに応じたリサイクル引き取り量の算出
　・製造者に対して上記リサイクル引き取り量の通知
　・リサイクル結果の報告監視
　・規定されたリサイクル量を収集する

### 製造者の義務
・当局への登録
　・リサイクル料の負担（製造者責任）
　・回収場所から当局の指示により廃製品を引き取り、リサイクルを行う
　・消費者に対してのリサイクルへの協力要請（取説への記載と製品へのマーク記載）
　・リサイクル結果を当局への報告（リサイクル引き取り量と回収資源量の報告）
　・リサイクラ（リサイクル実施業者）に対して、製品の解体時の注意内容を伝達する
　・当局に対して、該当期間の販売量を申告する

### 消費者の義務
・当局の定めた回収場所に廃製品を出す